# Litiofosfat
El litiofosfat és un mineral de la classe dels fosfats. Rep el seu nom de la seva composició química.

## Característiques
El litiofosfat és un fosfat de fórmula química Li₃PO₄. Cristal·litza en el sistema ortoròmbic. La seva duresa a l'escala de Mohs és 4.
Segons la classificació de Nickel-Strunz, el litiofosfat pertany a «08.AA - Fosfats, etc. sense anions addicionals, sense H₂O, amb cations petits (alguns també amb grans)» juntament amb els següents minerals: alarsita, berlinita, rodolicoïta, beril·lonita, hurlbutita, nalipoïta i olimpita.

## Formació i jaciments
Va ser descoberta al mont Okhmyl'k, a la península de Kola (óblast de Múrmansk, Rússia), on sol trobar-se associada a altres minerals com: cassiterita, elbaïta, microclina, pol·lucita, quars, espodumena i tantalita. També ha estat descrita al Brasil, al Marroc, als Estats Units i al Canadà.